# Spodoptera obliterans
Spodoptera obliterans là một loài bướm đêm trong họ Noctuidae.